# クータダンタ経
『クータダンタ経』（巴: Kūṭadanta-sutta, クータダンタ・スッタ）とは、パーリ仏典経蔵長部の第5経。漢訳で『究羅檀頭経』（くらだんずきょう）とも表現する。
類似の伝統漢訳経典として、『長阿含経』（大正蔵1）の第23経「究羅檀頭経」がある。
経名は、経中に登場するバラモンであるクータダンタ（究羅檀頭）に因む。

## 構成

### 登場人物
- 釈迦
- クータダンタ --- 高名なバラモン

### 場面設定
ある時、釈迦が500人の比丘と共に、マガダ国のカーヌマタに向かっていた。
そこに住んでいた高名なバラモンであるクータダンタは、十の称号（十号）と共に釈迦の評判を聞き、彼を訪ねてみることにした。
クータダンタは釈迦に「完全なる祭式」の内容を問う。釈迦は、その内容を詳細に説いてみせる。クータダンタはその内容を受容しつつ、次にその「完全なる祭式」より優れた「仏陀の教え」を教えてほしいと頼む。釈迦は、供犠のような「奪うこと」よりは、布施のような「与えること」の方が優れており、それゆえ比丘たちは諸々の祭式には携わらないこと、そして戒・定・慧の「三学」を保つことを述べる。
そして、その具体的内容として、まず、それぞれ10箇ある小・中・大の3種の戒（それぞれ十善戒・十戒・十重禁戒に相当）が述べられ、続いて四禅および六神通が述べられる。
クータダンタはその内容を聞いて法悦し、三宝に帰依することを誓う。

## 日本語訳
- 『南伝大蔵経・経蔵・長部経典1』（第6巻） 大蔵出版
- 『パーリ仏典 長部（ディーガニカーヤ）戒蘊篇II』 片山一良訳 大蔵出版
- 『原始仏典 長部経典1』 中村元監修 春秋社